# 机井洞
機井洞是朝鲜民主主义人民共和国开城市板门区域平和里（朝鲜语：／*/?）的一个洞。该洞位于朝韩非军事区（DMZ）北方境内。机井洞被朝鲜称为平和村（：／ p'yŏnghwach'on），而西方国家和韩国媒体则称之为宣传村（：／ seonjeon maeul）。
根据朝鮮停戰協定，朝鲜战争休战，设立4公里宽的非军事区，该区中仅允许两座村庄存在：朝鮮的机井洞和韩国的臺城洞，两村距离约2.22（1.38英里）远。
村子的坐标是37.941761N, 126.653430E.。

## 历史

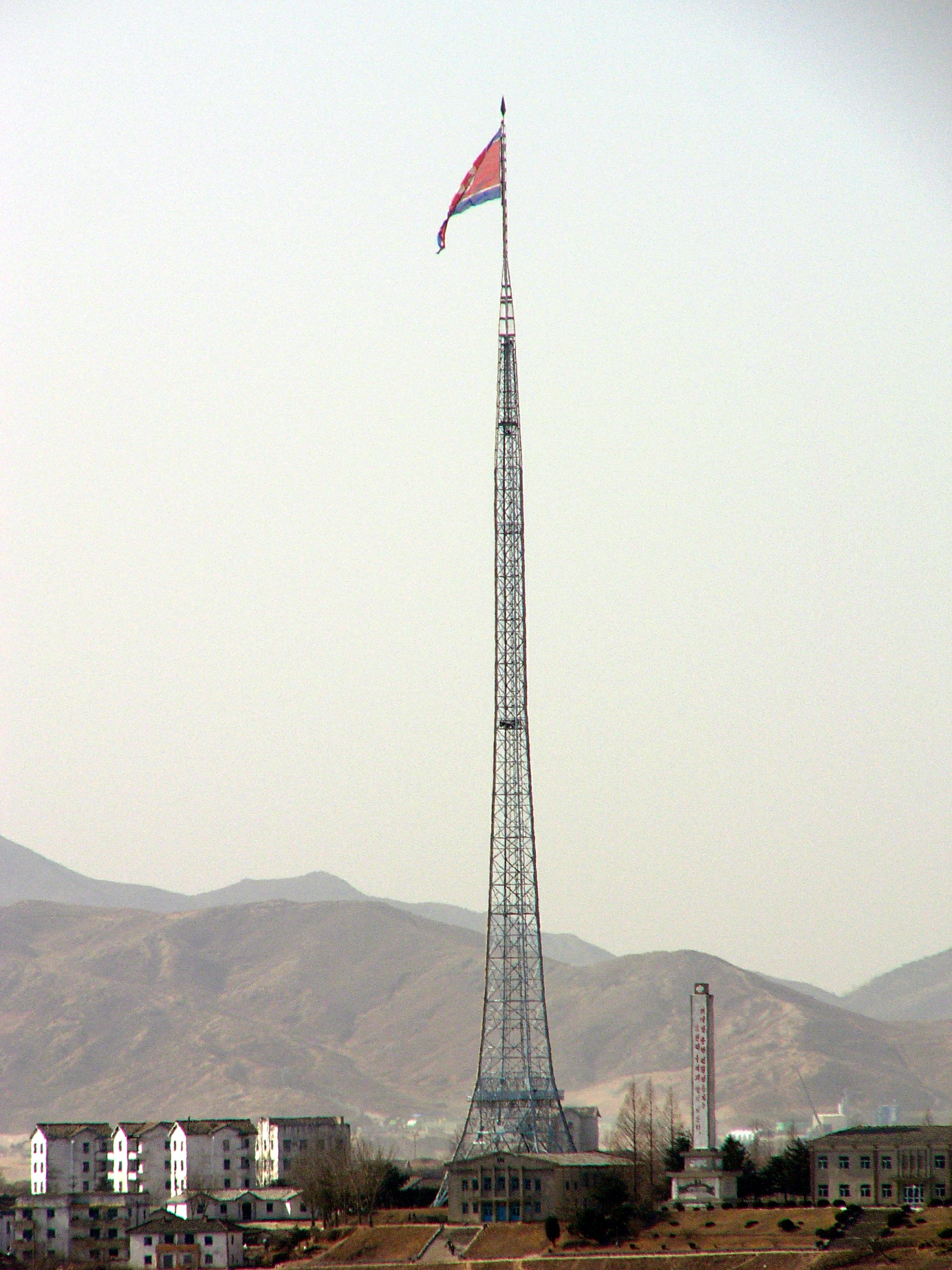
机井洞的板門店旗杆，高达160 m，飞扬的朝鲜国旗重达270 kg，照耀机井洞上空，临近板門店。

朝鲜政府称机井洞是拥有200家庭的集体农场，拥有幼儿园和中小学网、医院。韩国方面则称机井洞是1950年所建设无人居住的宣传村庄，用来诱使韩国人投靠，村子中居住的是朝鲜人民军，负责维护边境上众多的军事设施碉堡和地下掩体。

### 旗杆
1980年代，韩国政府在臺城洞建设了一个98.4米（323英尺）高的旗杆，上面有一面重130（287磅）的韩国国旗。
不久之後，朝鲜政府建设了更高的板门店旗杆，且是当时世界第一高的旗杆，高达160米（525英尺），上面的朝鲜国旗重270（595磅）。旗杆距离边境1.2 km（0.7 mi）(37°56'30.24"N, 126°40'48.07"E)，被韩国方面称为战争旗杆。直到2010年，被阿塞拜疆高162米（531英尺）的巴库国家旗杆广场旗杆超越。

## 图库

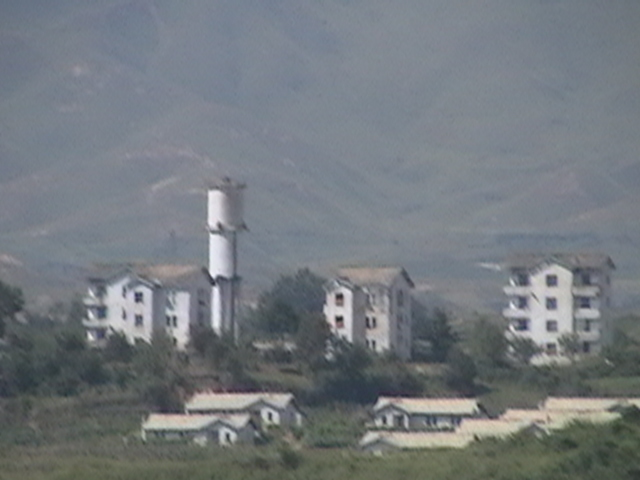
機井洞
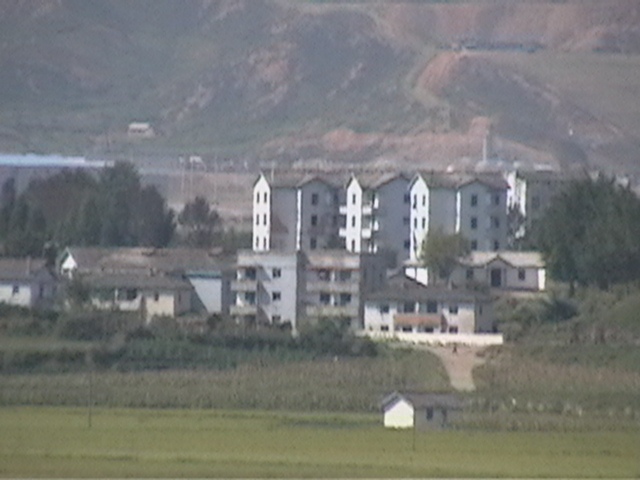
機井洞
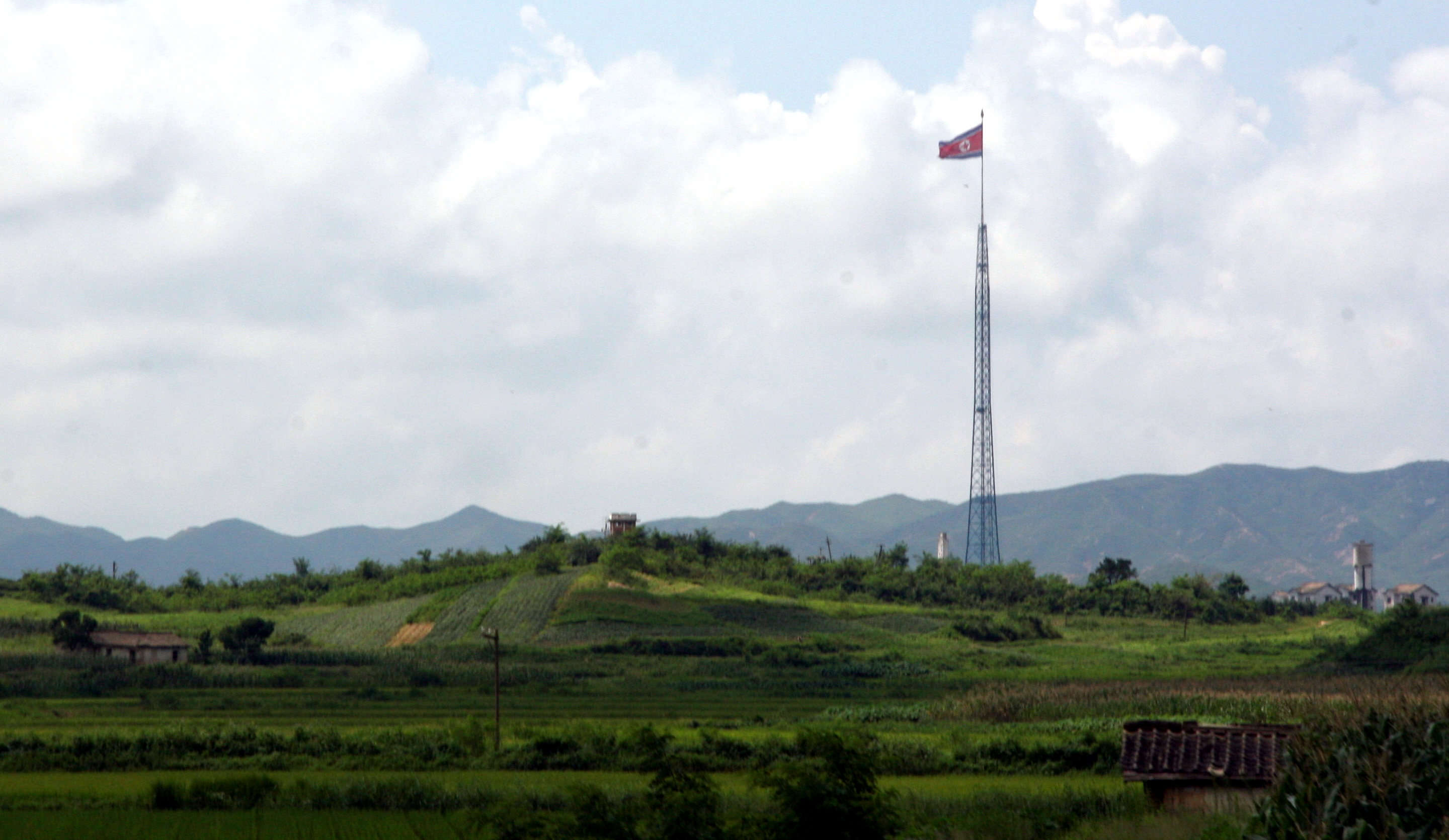
機井洞全景+旗杆 (37°56'30.24"N, 126°40'48.07"E)